# Chiến khu Quỳnh Lưu

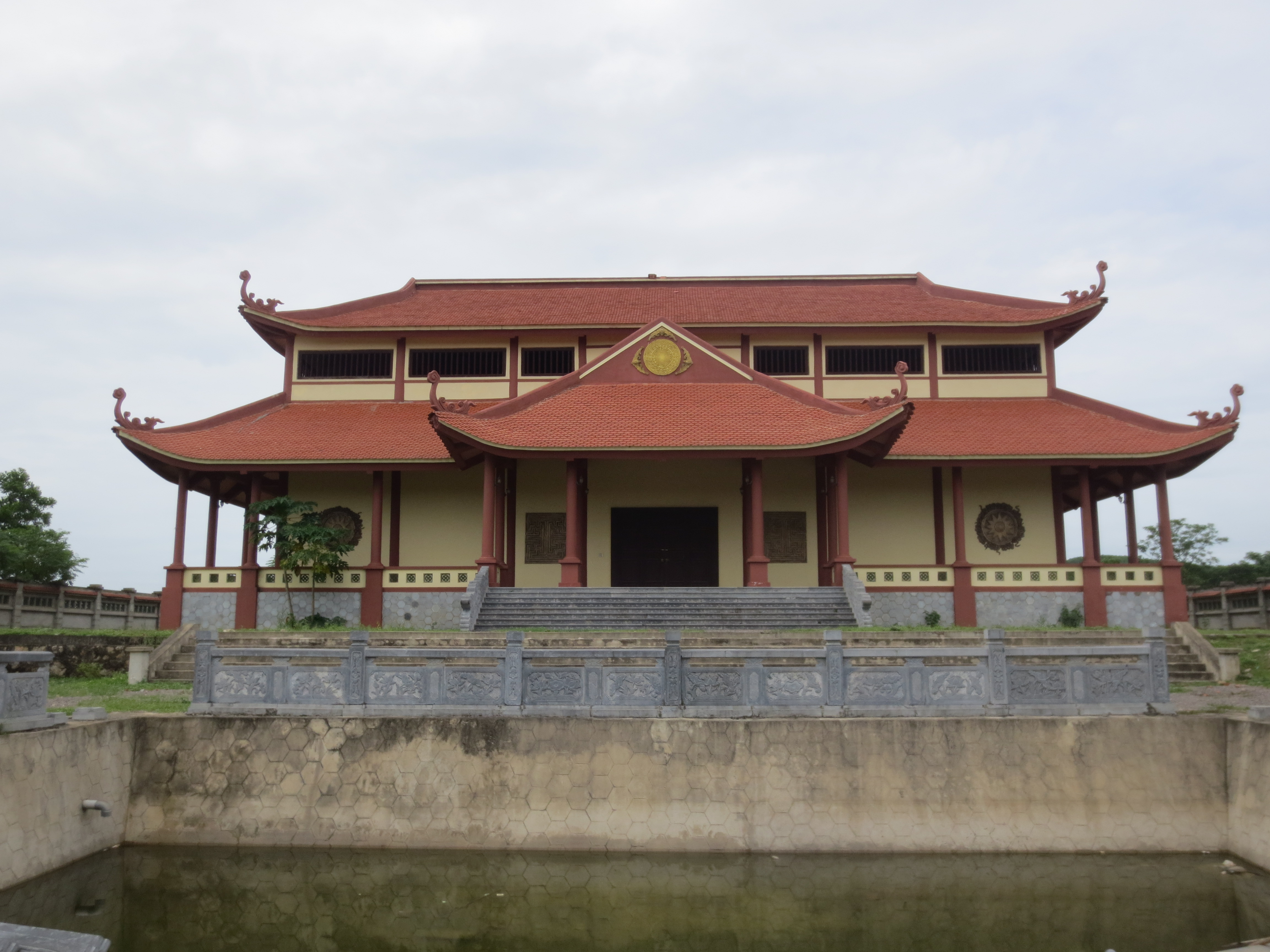
Bảo tàng chiến khu Quỳnh Lưu

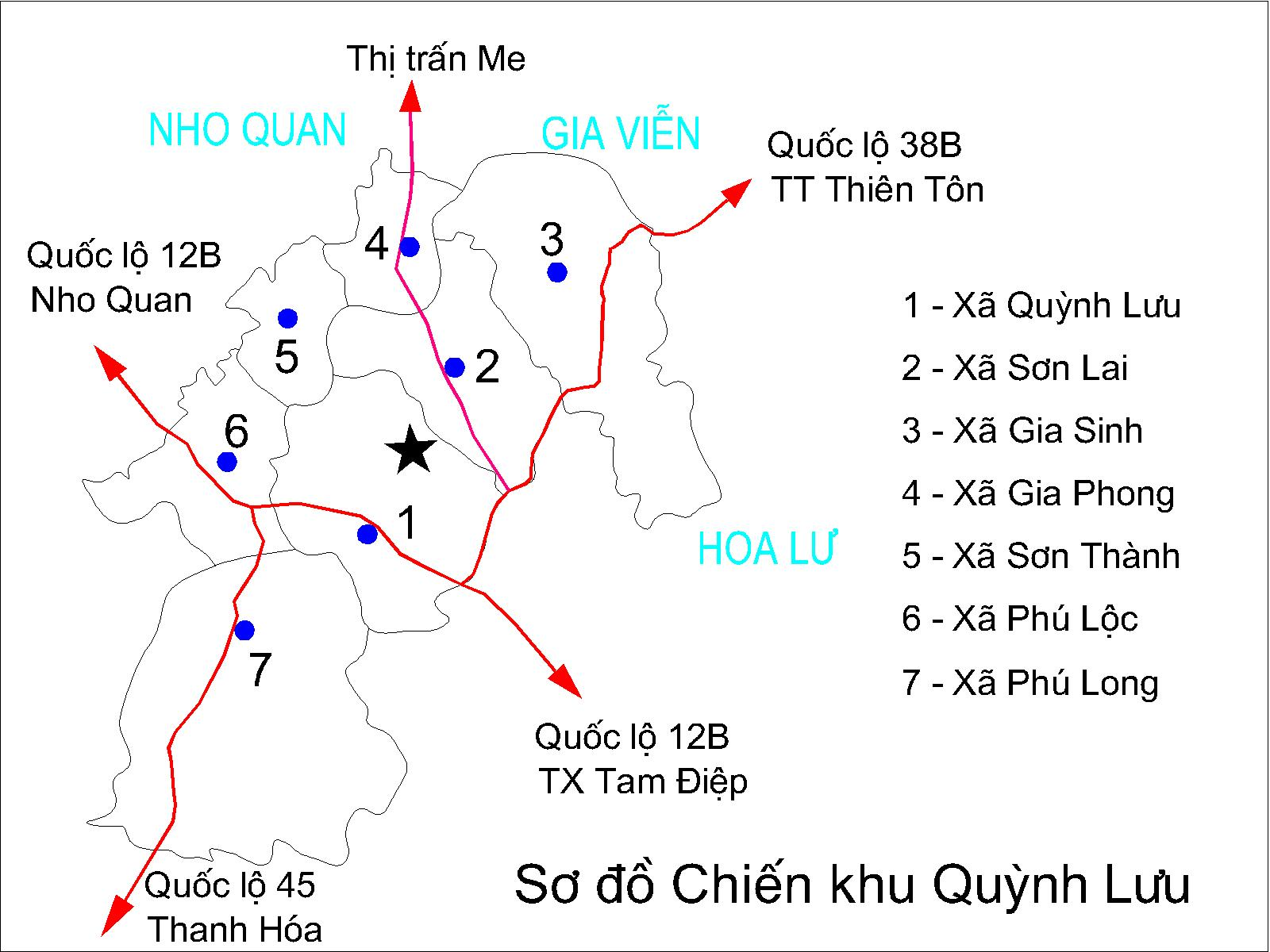
Sơ đồ tổng qua chiến khu Quỳnh Lưu

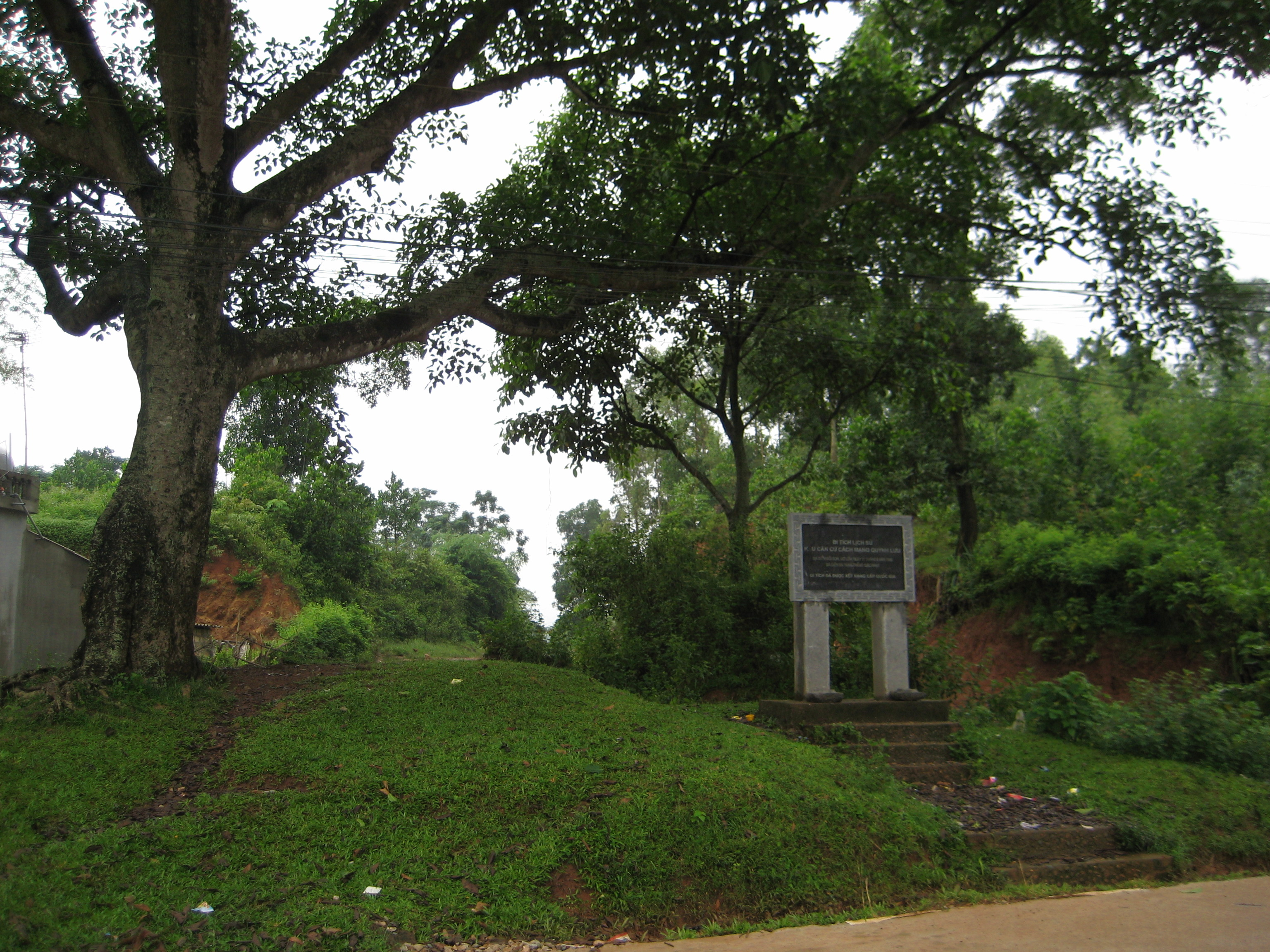
Một điểm di tích của Chiến khu Quỳnh Lưu

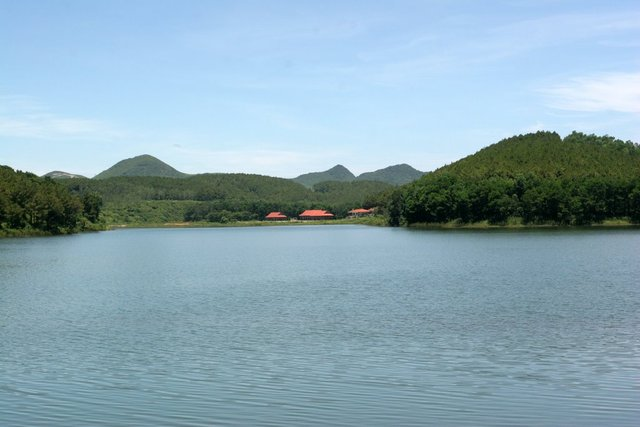
Hồ Đồng Chương ở xã Phú Lộc

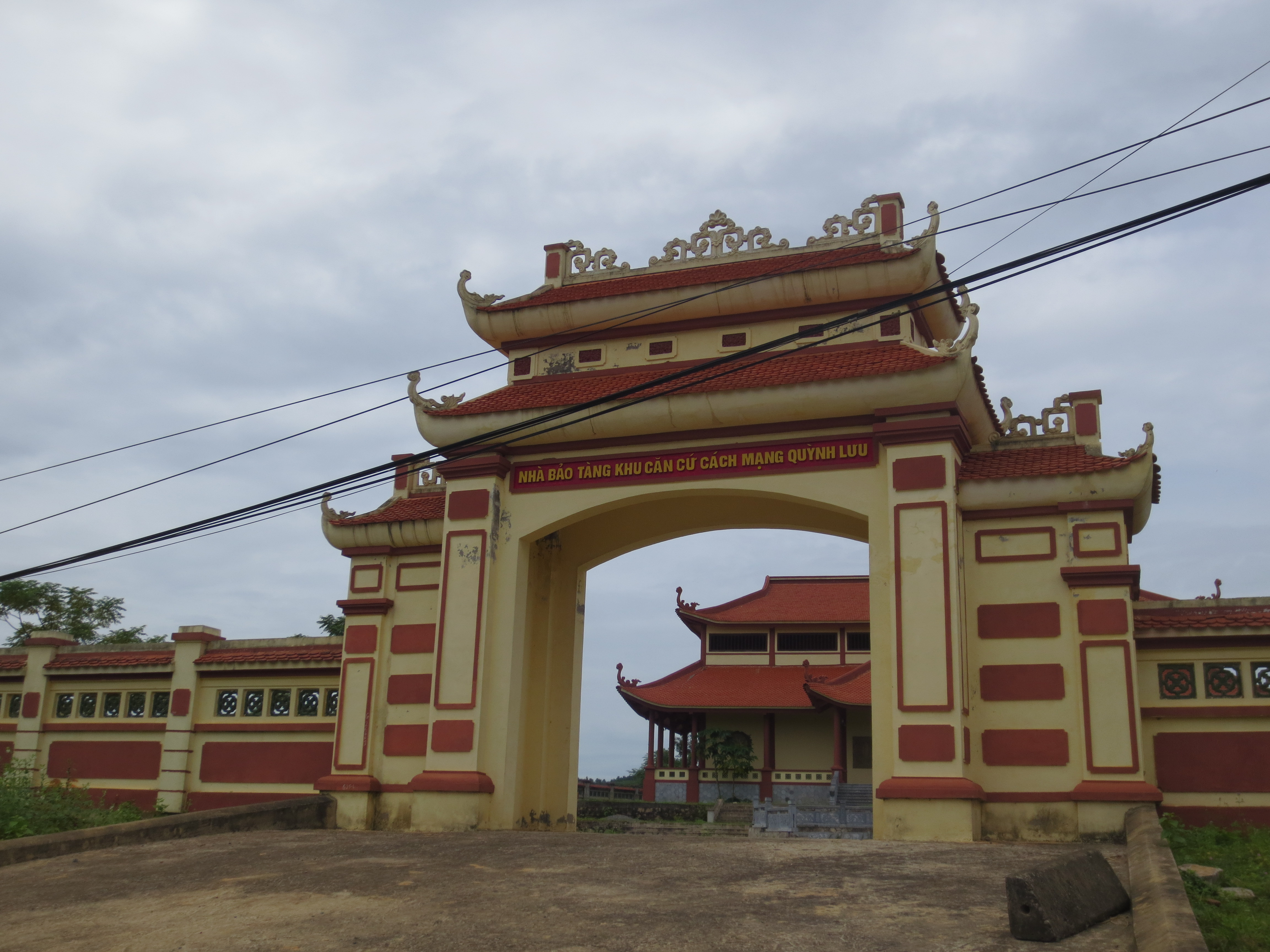
Bảo tàng chiến khu Quỳnh Lưu

Chiến khu Quỳnh Lưu (Vùng ATK Quỳnh Lưu) là một căn cứ cách mạng của Đảng Cộng sản Việt Nam thời kỳ kháng Nhật và Pháp tại Ninh Bình, đồng thời được coi là quê hương của phong trào cách mạng ở Ninh Bình với vai trò là nơi thành lập đội tuyên truyền giải phóng quân tỉnh Ninh Bình, thành lập chi bộ tỉnh ủy lâm thời và cũng là nơi sinh ra những chiến sĩ cách mạng đầu tiên và tiêu biểu như bí thư Đinh Tất Miễn, Lương Văn Thăng, Hà Thị Quế và anh hùng Lương Văn Tụy. Nơi đây được công nhận là một khu di tích lịch sử cách mạng cấp quốc gia.

## Lịch sử
Sau khi đánh chiếm Ninh Bình, thực dân Pháp thiết lập bộ máy cai trị theo kiểu thống trị trực tiếp. Công sứ Pháp kiểm soát các công việc của các quan lại trong tỉnh. Bên cạnh bộ máy cai trị hành chính, thực dân Pháp cho thiết lập các đồn bốt, trại lính ở tỉnh lỵ Ninh Bình, Phụng Công, chợ Ghềnh, Phát Diệm, Nho Quan. Các huyện đều có lính cơ, các xã có tuần đinh. Tỉnh lỵ Ninh Bình có nhà lao và bộ máy cảnh sát do một chánh cẩm người Pháp cầm đầu.
Cuối năm 1927, tại thôn Lũ Phong (Quỳnh Lưu, Nho Quan) chi bộ Hội Việt Nam cách mạng thanh niên đầu tiên của tỉnh Ninh Bình được thành lập do Lương Văn Thăng làm bí thư. Từ khởi điểm phong trào cách mạng ở Quỳnh Lưu, tổ chức Việt Nam cách mạng thanh niên phát triển nhanh sang các huyện Yên Mô, Gia Viễn, Gia Khánh. Ngày 24/6/1929, chi bộ Đông Dương cộng sản Đảng thôn Lũ Phong (Quỳnh Lưu - Nho Quan) được thành lập do Lương Văn Thăng làm Bí thư. Đêm ngày 6 rạng ngày 7/11/1929, Lương Văn Tụy, con trai Lương Văn Thăng, mới 15 tuổi cùng với Nguyễn Văn Hoan thực hiện nhiệm vụ cắm cờ đỏ búa liềm mang dòng chữ "ủng hộ Xô - Nga, Xô - Nga vạn tuế" trên đỉnh núi Non Nước ở tỉnh lỵ Ninh Bình để kỷ niệm và ủng hộ Cách mạng Tháng Mười Nga.
Năm 1938, Đảng bộ tỉnh Ninh Bình họp Đại hội đại biểu lần thứ nhất tại thôn Đồi Dâu (Sơn Lai, Nho Quan) với sự tham dự của đại biểu cơ sở Đảng ở các huyện Gia Viễn, Nho Quan, Gia Khánh và Yên Mô. Đại hội bầu Ban chấp hành Đảng bộ tỉnh gồm 3 uỷ viên. Ông Đinh Tất Miễn được bầu làm Bí thư Tỉnh uỷ Ninh Bình.
Năm 1943, quân Nhật kéo vào Ninh Bình, đặt cơ quan đại diện bên cạnh toà công sứ Pháp. Nhật lập ra "Liên đoàn thóc gạo" và đặt nhiều mỏ cân ở thị xã Ninh Bình, Phát Diệm, Nho Quan để thu thóc gạo. Riêng thị xã Ninh Bình có 17 mỏ cân. Các hương lý, lính lệ, cai ký, địa chủ trong tỉnh được cấp thẻ "Tiếp tế cho nhà binh" để đến các chợ, các làng thu thóc gạo, nông sản của nông dân.
Chiến khu Quỳnh Lưu thành lập ngày 3/2/1945 và là căn cứ cách mạng của xứ ủy Bắc Kỳ. Chiến khu Quỳnh Lưu là một căn cứ cách mạng thời kỳ kháng chiến chống Pháp và Nhật, nằm ở vị trí chiến lược quan trọng, nối liền Tây Bắc, Bắc Trung Bộ với đồng bằng Bắc Bộ. Sau khi thành lập, cơ sở cách mạng này có ảnh hưởng lớn đến phong trào đấu tranh ở Ninh Bình. Đến hết tháng 4/1945, khu giải phóng mở rộng ra các huyện Nho Quan, Gia Viễn, Gia Khánh. Ngày 25/8/1945, Uỷ ban nhân dân cách mạng lâm thời tỉnh Ninh Bình do đồng chí Văn Tiến Dũng làm chủ tịch ra mắt tuyên bố thành lập chính quyền cách mạng trong toàn tỉnh.
Để bảo vệ căn cứ cách mạng này, Xứ ủy Bắc Kỳ và Đảng bộ tỉnh Ninh Bình đã tổ chức nhiều đội tự vệ chiến đấu, tiêu biểu là Trung đội Giải phóng quân. Các lực lượng vũ trang ở đây đã làm cho đối phương "nhiều phen kinh hoàng", đỉnh cao là hai ngày 15/3/1945 và 2/4/1945, quan lại ở Phủ Nho Quan đưa lính về đàn áp phong trào chống thu thuế đều bị quần chúng bao vây đánh trả quyết liệt.
Hiện nơi đây vẫn là một địa bàn quan trọng về quân sự với 2 đơn vị bộ đội đóng quân là Lữ đoàn 241 (Quỳnh Lưu) và Lữ đoàn 202 (Phú Lộc).

## Địa bàn
Chiến khu Quỳnh Lưu là một vùng đất rộng nằm trên 5 xã, phường của Ninh Bình là Quỳnh Lưu, Gia Phong, Thanh Sơn, Phú Long, Tây Hoa Lư. 5 xã trên được công nhận là xã An toàn khu. Ngoài ra một số xã gần đó như xã Quảng Lạc, Gia Lâm, Yên Quang được công nhận là xã An toàn khu cũng được đề nghị bổ sung vào vùng ATK Quỳnh Lưu. Toàn bộ khu vực ATK Quỳnh Lưu có diện tích 107 km² với 37.080 người (theo thống kê dân số năm 1999). Phía đông bắc có sông Hoàng Long bao quanh; phía đông nam và tây nam là những dãy núi liên tiếp. Từ xã này sang xã khác là các đồi cây rậm rạp và đường mòn xen kẽ. Đường 12B từ Nho Quan qua Quỳnh Lưu về Gềnh (Tam Điệp); đường 38B từ thành phố Ninh Bình qua Thiên Tôn, Trường Yên về ngã 3 Anh Trỗi; Đại lộ Tràng An đoạn Chùa Bái Đính – rừng Cúc Phương đi qua; đường quốc lộ 45 nối từ phố Rịa vào Thanh Hóa.

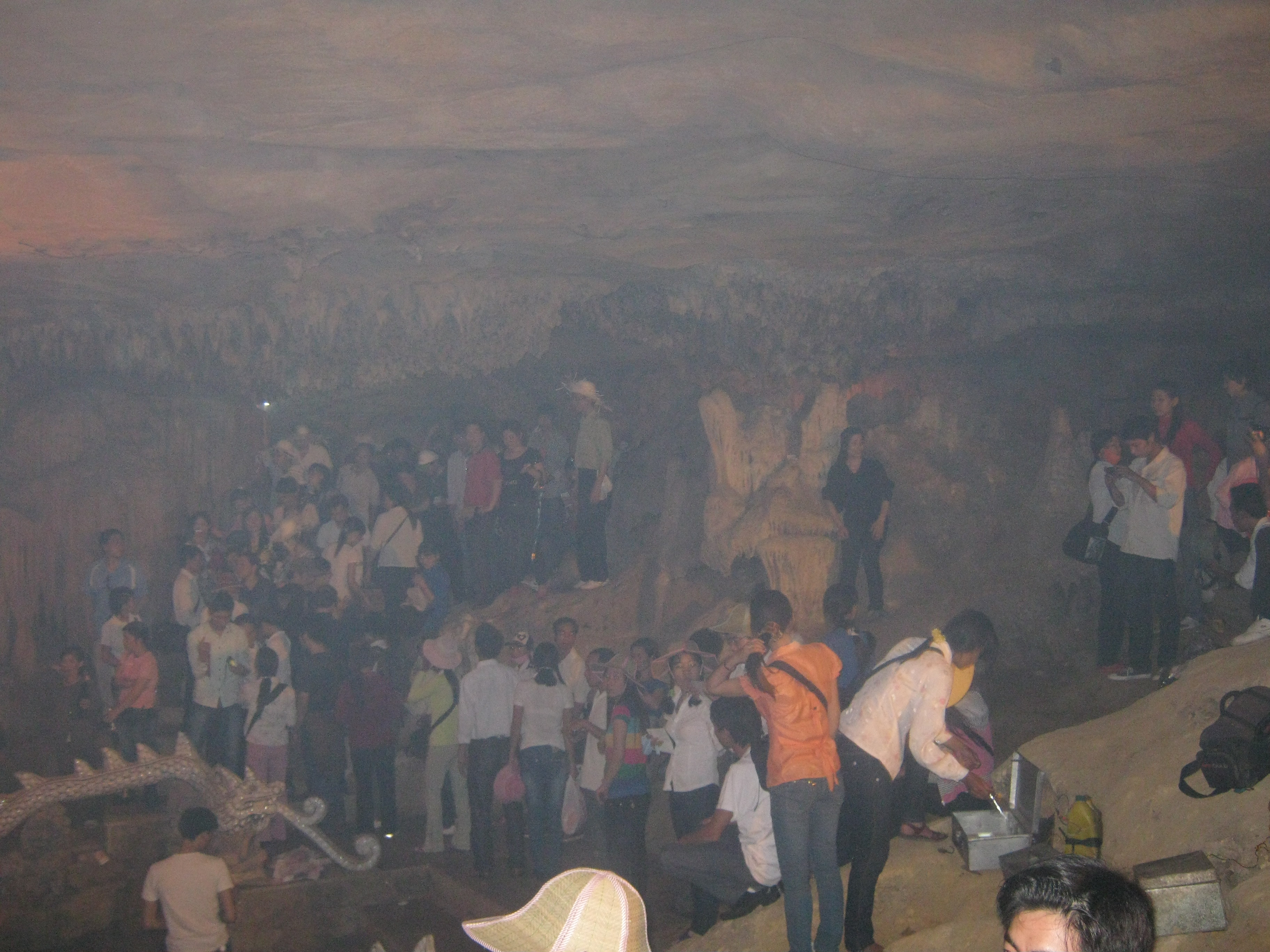
Những hang động của chùa Bái Đính từng là căn cứ của chiến khu Quỳnh Lưu

Theo quyết định số 59/2003/QĐ – BVHTT ngày 29 tháng 10 năm 2003 của Bộ Văn hóa Thông tin Việt Nam thì khu di tích Quỳnh Lưu thuộc địa bàn 2 huyện Nho Quan và Gia Viễn của tỉnh Ninh Bình gồm có các di tích sau:
- Vườn Hồ, Đồi Riềng, Đồi Son, cầu Rịa: xã Quỳnh Lưu,
- Khu Trũng, Đồng Báng, Núi chùa Bái Đính: phường Tây Hoa Lư
- Đền Sầy, Đình Ác: xã Thanh Sơn
- Dốc Giang, Thung Lóng: xã Phú Long,
- Chùa Lỗi Sơn: xã Gia Phong,

Quyết định số 59/2003/QĐ–BVHTT đồng thời cũng thay thế các Quyết định số 28VH/QĐ ngày 18/1/1988; số 2015/VHQĐ ngày 16/12/1993; số 423VH/QĐ ngày 20/02/1997; số 1543/VH-QĐ ngày 18/6/1997; số 52/2001/QĐ-BVHTT ngày 28/12/2001 của Bộ trưởng Bộ Văn hóa - Thông tin đã ban hành trước đó.

## Nhà bảo tàng ATK Quỳnh Lưu
Nhà Bảo tàng khu căn cứ cách mạng Quỳnh Lưu là nơi trưng bày cách hình ảnh, hiện vật của Chiến khu Quỳnh Lưu.

## Các di tích khác trong khu vực
Dưới đây là danh sách các di tích khác được xếp hạng nằm trong khu vực chiến khu Quỳnh Lưu:
- Nhà thờ Đinh Huy Đạo – xã Gia Phong.
- Đền Vò, làng Lỗi Sơn - xã Gia Phong.
- Thung Lóng - xã Phú Long.
- Phủ Đồi Ngang - xã Phú Long.
- Đền làng Kho- xã Phú Lộc.
- Đình làng Bái Ngọc - xã Phú Lộc.
- Đình Hương Thịnh, làng Chạ- xã Phú Lộc.
- Đình và chùa làng Chàng- xã Sơn Lai.
- Đền Thượng, đền Hạ thôn Thái Sơn- xã Sơn Lai.
- Đình, phủ và chùa làng Đồi- xã Quỳnh Lưu.
- Đình và chùa làng Quỳnh- xã Quỳnh Lưu.

## Chiến khu Quang Trung
Có một chiến khu cũng được thành lập trên cơ sở mở rộng địa bàn chiến khu Quỳnh Lưu chỉ sau vài tháng là chiến khu Quang Trung. Chiến khu này nằm ở vùng tiếp giáp ba tỉnh Hòa Bình - Ninh Bình - Thanh Hoá, với trung tâm là tam giác Quỳnh Lưu (Ninh Bình), Ngọc Trạo (Thanh Hoá), Mường Khói (Hòa Bình) nên còn được gọi là chiến khu Hòa - Ninh - Thanh. Chiến khu Quang Trung được thành lập tháng 5/1945, theo nghị quyết của Hội nghị quân sự cách mạng Bắc Kỳ (15 - 20/4/1945) để chuẩn bị cho Tổng khởi nghĩa tháng 8/1945 ở ba tỉnh trên. Lũ Phong - Quỳnh Lưu được chọn làm trung tâm của chiến khu Hoà – Ninh - Thanh. Xứ uỷ Bắc Kỳ lấy đây làm điểm tựa để chỉ đạo phong trào hữu ngạn sông Hồng (gồm cả Nam Định, Hà Nam...). Chiến khu đã mở “Trường Sơn kháng Nhật học hiệu” tại thôn Bình Phú xã Phú Long (Nho Quan) do Vương Thừa Vũ chỉ đạo. Sau nửa tháng đã có 45 cán bộ quân sự của bốn tỉnh: Hòa Bình, Thanh Hoá, Ninh Bình, Hà Nam ra trường. Ngày 20-5-1945, đội Việt Nam tuyên truyền giải phóng quân đầu tiên của chiến khu được thành lập do Lương Nhân phụ trách với 41 đội viên, được trang bị 21 khẩu súng trường tước được của địch và nhân dân quyên góp. Phong trào du kích lên cao đòi hỏi có nhiều cán bộ chỉ huy. Các học viên “Trường Sơn kháng Nhật học hiệu” khoá I đã toả đi mở các lớp mới ở Lỗi Sơn. Quỳnh Lương, Cúc Phương, Kỹ Lão...
Chiến khu Mường Khói được xem là cái nôi của phong trào cách mạng tỉnh Hòa Bình, bao gồm vùng đất của 3 xã Ân Nghĩa, Yên Nghiệp và Tân Mỹ, nằm ở phía Đông Nam huyện Lạc Sơn, giáp với 2 tỉnh Ninh Bình và Thanh Hóa, địa hình rừng núi hiểm trở, Mường Khói có vị trí chiến lược hết sức quan trọng, có quốc lộ 12B chạy qua nối liền với tỉnh Ninh Bình, tỉnh Thanh Hoá, nối liền với đường số 6 cửa ngõ của khu vực Tây Bắc. Khu vực hoạt động của chiến khu Mường Khói kéo dài từ đường 12B vào chân dẫy núi Trường Sơn nối liền với các chiến khu Quỳnh Lưu (Ninh Bình), Ngọc Trạo (Thanh Hoá) và từ Mường Khói toả lên thị trấn Vụ Bản, Mường Vang (vùng Cộng Hoà - Lạc Sơn). Hiện còn các di tích Khu vực ba cây đa cổ thụ (Là địa điểm liên lạc đón tiếp cán bộ của ban cán sự Đảng tỉnh Hòa Bình về hoạt động cách mạng, là nơi lần đầu tiên lá cờ đỏ sao vàng của phong trào cách mạng ở châu Lạc Sơn tung bay trên ngọn cây đa cổ thụ); Khu vực nhà ông Quách Hy (con trai là Quách Dưỡng là những hội viên cứu quốc đầu tiên của Mường Khói); Nhà ông Bùi Văn Khuýnh (Trước đây nhà ông cư trú tại xóm Lọt, là địa điểm tổ chức lớp học quân sự cách mạng tập trung của xứ uỷ Bắc kỳ (Trường sơn du kích kháng Nhật học hiệu).
Chiến khu Ngọc Trạo hiện nằm ở xã Ngọc Trạo, huyện Thạch Thành, tỉnh Thanh Hóa. Chiến khu Ngọc Trạo là một trong những chiến khu du kích đầu tiên được thành lập sau Hội nghị Trung ương Đảng lần thứ 8. Đội du kích Ngọc Trạo là đội du kích thoát ly đầu tiên của tỉnh Thanh Hóa, tiền thân của lực lượng vũ trang Thanh Hóa sau này. Nhiều chiến sĩ của Đội sau đó trở thành những cán bộ, chiến sĩ nòng cốt của các huyện và làm nòng cốt trong đội quân đi giành chính quyền trong Tổng khởi nghĩa Tháng Tám 1945, giành chính quyền về tay nhân dân. Hiện tại, Chiến khu Ngọc Trạo vừa xây dựng xong các công trình trong quần thể khu di tích lịch sử quốc gia Chiến khu Ngọc Trạo gồm tượng đài, nhà trưng bày các hiện vật liên quan đến chiến khu, bức phù điêu bằng đá tái hiện hoạt động xây dựng đội du kích và quá trình chiến đấu của quân dân tại Chiến khu…
Sau khi thành lập chiến khu Hòa Ninh Thanh, phong trào luyện võ kháng Nhật nổi lên ở khắp nơi. Lực lượng vũ trang đã hỗ trợ cho đấu tranh chính trị của quần chúng phát triển. Như ngày 14- 6 hai làng Thanh Khê, Ngô Khê thu thuế xong không chịu nộp cho địch mà đem ủng hộ Việt Minh. Những cuộc biểu tình thị uy có vũ trang đã trấn áp được sự phản kháng của kẻ địch, Nhật lo ngại, đã đưa quân về càn quét. Ngày 4-6-1945, một số lính Nhật đi ba Ô tô tải, có đủ súng ống kéo về Quỳnh Lưu càn quét. Cả quân chủ lực, quân du kích, và tự vệ của Việt Minh đều ra chiến đấu. Cuộc chiến kéo dài gần nửa ngày. Việt Minh bắn giết tên chỉ huy và bốn lính, thu hai súng. Địch không vào được làng, phải lên xe rút lui về tỉnh lỵ. Tin chiến thắng truyền đi, phong trào vũ trang càng phát triển. Nhiều đội tự vệ mới được thành lập. Đặc biệt có Trung đội nữ binh thoát ly do Hà Thị Quế chỉ huy và một trung đội Giải phóng quân thứ hai gồm 40 đội viên. Phong trào vũ trang ở các tỉnh trong chiến khu cũng phát triển mạnh, hỗ trợ cho đấu tranh kinh tế, chính trị, chuẩn bị tiến lên Tổng khởi nghĩa.